# Brian Job
Brian Job (n. 29 noiembrie 1951, Warren⁠(d), Ohio, SUA – d. 14 august 2019, Palo Alto, California, SUA) a fost un înotător ce a reprezentat Statele Unite ale Americii, medaliat olimpic. A participat la 2 ediții ale Jocurilor Olimpice (1968, 1972) în care a câștigat două medalii de bronz.